# Mando Diao
Mando Diao ist eine schwedische Rockband und Pop-Band aus Borlänge, die 1999 gegründet wurde. Die meisten Erfolge hat die Band in Schweden, Deutschland, Österreich, der Schweiz und Japan. Bandmitglieder sind Björn Dixgård, Carl-Johan Fogelklou, Daniel Haglund, Håkan Sörle und Patrik Heikinpieti.

## Geschichte

### 1995–2002: Vor Mando Diao und frühe Jahre
Mitte der 1990er gründeten Björn Dixgård und der erste Mando-Diao-Keyboarder Daniel Haglund, die beide aus dem schwedischen Borlänge stammen, ihre erste gemeinsame Band Butler. 1996 stieß Gustaf Norén dazu und wurde der zweite Frontmann und Gitarrist. Im Jahr 1999 vervollständigten Carl-Johan Fogelklou am Bass und Samuel Giers als Schlagzeuger die Originalbesetzung der Band.

2004 verließ Daniel Haglund die Band wegen mehrerer kleinerer Auseinandersetzungen; die vakante Stelle am Keyboard wurde mit Mats Björke neu besetzt.
In den Jahren nach ihrer Gründung tourte die Band durch zahlreiche Clubs und Bars in ganz Schweden und schuf sich auf diese Weise eine kleine Fanbasis. 2000 verhalf ihnen der ebenfalls aus Borlänge stammende MTV-Moderator Tommy Gärdh zu einem Plattenvertrag bei EMI und übernahm das Management der Gruppe.

### 2002–2005: Nationaler Erfolg
Bring ’Em In, ihr im September 2002 erschienenes Debütalbum, bescherte Mando Diao durchgehend gute Kritiken und wurde, ebenso wie die erste Singleauskopplung Sheepdog, ein großer nationaler Erfolg. Eingängige Riffs und Melodien im Stil der 1960er und 1970er Jahre sowie die unverwechselbaren Stimmen der beiden Sänger begeisterten viele Musik-Fans. Manche warfen der Band jedoch auch Überheblichkeit und Selbstüberschätzung vor. So behauptete Gustaf Norén einmal, Bring ’Em In sei besser als alles von The Who, The Small Faces oder The Kinks und eine rundere Sache als vieles von den Rolling Stones und den Beatles.
Im Anschluss an ihren kommerziellen Durchbruch gingen Mando Diao mit anderen einheimischen Rockbands wie The Hellacopters oder Kent auf Tourneen in Schweden und dem skandinavischen Ausland. 2003 wurden sie auch international bekannt, als der Mobilfunknetzbetreiber E-Plus den Song Lady für einen seiner Werbespots verwendete. Aus diesem Grund, und dem damals einsetzenden Schweden-Boom durch Musiker wie The Hives, Moneybrother oder The (International) Noise Conspiracy, wurde Bring ’Em In im März 2004 auch in Deutschland veröffentlicht.

### 2005–2011: Internationale Aufmerksamkeit
Anfangs noch ein Geheimtipp, erlangte die Band im Laufe des Jahres immer mehr Bekanntheit unter deutschen Rock-Fans. Ihr zweites Album Hurricane Bar, das im Januar 2005 erschien, stieg auf Anhieb in die Top 30 der Album-Charts ein. Aufgrund dieses Erfolges ging Mando Diao 2004/2005 auf Tournee durch Deutschland und spielte auf zahlreichen Festivals, darunter das Hurricane, Southside, Rock am Ring, Rock im Park, MTV Campus Invasion, Taubertal Openair und das Eins Live Königstreffen. Am 13. August 2005 traten sie auf dem Sziget-Festival in Budapest auf. Am 24. August 2006 kam Ode to Ochrasy auf den Markt. Das Album, angekündigt durch die frühzeitige Singleauskopplung Long Before Rock ’n’ Roll wurde von vielen Print- und Internetmagazinen, so auch vom Musikexpress gelobt und als bestes Album der Schweden überhaupt bezeichnet. In Deutschland kam es bis auf Platz drei der Albumcharts.
Ende 2006 erschien ihre erste DVD mit dem Namen Down in the Past. Es handelt sich um eine Dokumentation über die Zeit der Entstehung Mando Diaos bis zur heutigen, begleitet durch zahlreiche seltene Fernsehclips, Interviews, Konzertausschnitte, Backstageerlebnisse und unveröffentlichte Songs. Am 27. Januar 2007 gab die Band ein Konzert in einem Saal der NorrlandsOperan in Schweden, dabei brach ein Teil des Fußbodens ein und 25 Fans wurden verletzt. Im Juli 2007 waren sie Headliner beim Live-Earth-Konzert in Hamburg, ebenso im August 2007 beim Open Flair. Am 26. Oktober 2007 erschien das vierte Album mit dem Titel Never Seen the Light of Day.
Das fünfte Album mit dem Namen Give Me Fire! erschien am 13. Februar 2009; die erste Singleauskopplung des Albums, Dance with Somebody, wurde am 9. Januar 2009 veröffentlicht und erreichte in Deutschland Platz 2 der Charts, in Österreich sogar den ersten Platz: Damit ist sie die bisher erfolgreichste Single Mando Diaos. Im Jahr 2009 waren sie auf Festivals wie Rock am Ring und Rock im Park. Sie wurden für den MTV Europe Music Award 2009 nominiert, der Preis ging allerdings an die schwedische Sängerin Agnes.
Am 2. September 2010 nahmen Mando Diao in den Union-Film-Studios in Berlin ein MTV-Unplugged-Konzert mit Gastauftritten von Daniel Haglund, Ray Davies, Klaus Voormann, Juliette Lewis und Lana Del Rey auf. Das Konzert wurde am 11. November 2010 erstmals im Free TV ausgestrahlt, wobei nur einzelne Songs gezeigt wurden. Das dazugehörige Album Above and Beyond erschien einen Tag später. Seit dem 3. Dezember 2010 ist auch die DVD/Blu-ray des MTV Unplugged auf dem Markt.
Am 4. April 2011 wurde bekannt gegeben, dass der Schlagzeuger Samuel Giers der Band nicht mehr angehört.
Im Dezember 2011 wurde Ghosts&Phantoms, ein Download-Adventkalender für die eingeschworene Fangemeinschaft auf der Webseite der Band veröffentlicht. Vom 1. bis zum 24. Dezember wurde pro Tag ein bisher unveröffentlichter Song online gestellt; der Kalender bietet eine Sammlung von Demos, Versuchen und nie veröffentlichten Liedern. Aufgrund des großen Echos wurden im Januar 2012 22 dieser Songs als Doppel-LP in einer limitierten Auflage von 500 Stück aufgelegt.
Im Dezember 2011 wurde ein Best-Of-Album unter dem Namen Greatest Hits Vol. 1 angekündigt. Es beinhaltet 21 Lieder von allen bisherigen Studioalben und einen bis dato unveröffentlichten Song, Christmas Could Have Been Good, und erschien am 6. Januar 2012.
Seit der Unplugged-Tour im Herbst 2011 sind Patrik Heikinpieti am Schlagzeug und Daniel Haglund (Keyboard, Gitarre) Sessionmusiker der Band.

### 2012–2014: Schwedisches Album und Abkehr vom Alternative Rock
Am 31. Oktober 2012 wurde das sechste Studioalbum Infruset in Schweden veröffentlicht; es ist das erste Album der Band in ihrer Muttersprache Schwedisch und vertont zehn Gedichte des schwedischen Lyrikers Gustaf Fröding anlässlich seines 100. Todestages im Jahr 2011. Das Album kam in Deutschland, Österreich und der Schweiz am 2. November 2012 auf den Markt. Die Erstaufführung des Albums fand im Rahmen eines Live-Kinoevents mit Übertragungen in Kinos und Theatersälen in Schweden, Deutschland und der Schweiz am 28. Oktober 2012 statt. Es folgten erfolgreiche Tourneen durch Schweden sowohl im Winter als auch im Sommer 2013 (Folksparkturné).
In Schweden wurde das Album sofort zum Riesenerfolg und erreichte gleich in der ersten Woche der Veröffentlichung den ersten Platz in den Charts. Vierfachplatin 2013 und ein schwedischer Grammis Award für den besten Folksong waren die Folge. Die Single Strövtåg i hembygden war im Oktober 2014 zwei Jahre lang ohne Unterbrechung in den schwedischen Top-Ten-Charts vertreten. Das Album Infruset war 97 Wochen lang in den offiziellen schwedischen Charts vertreten und rangiert in der Liste der „best albums of all times“ in Schweden auf Platz vier.

Infruset Guld, erschienen am 5. Juni 2013 in Schweden, beinhaltet neue Songs auf Schwedisch und Studioversionen.
Die Band gewann 2013 den „Rockbjörnen“, den schwedischen Publikumspreis als beste Liveband.
Das siebte Studioalbum trägt den Namen Ælita und erschien am 23. April 2014 in Schweden, international am 2. Mai 2014. Die erste Singleauskoppelung wurde am 11. Januar 2014 in Schweden veröffentlicht – Black Saturday. Das Album wendet sich vom ursprünglichen Stil ab und lässt Einflüsse aus Synth Rock zu.
Im November 2014 folgte eine Herbsttour mit Auftritten in Schweden, Deutschland, den Niederlanden, Luxemburg, der Schweiz und Österreich.
Am 18. November 2014 erfolgte die Bekanntmachung, dass der Keyboarder Mats Björke die Band verlässt, um sich ganz seiner Arbeit im eigenen Studio und der Zusammenarbeit mit dem schwedischen Musiker und Schauspieler Thorsten Flinck zu widmen. Bereits seit längerem war er bei Auftritten durch Daniel Haglund ersetzt worden.

### 2014–2016: Andere Projekte und Weggang von Norén
Am 16. Oktober 2014 wurde Love Last Forever, das offizielle Lied zur Ski-WM 2015 in Falun (Schweden), der Öffentlichkeit vorgestellt. Mitbeteiligt an dem Projekt ist Maxida Märak, eine junge schwedische Künstlerin; sie macht bei diesem Song durch ihren Gesang und Auftritte in Sámi-Tracht auf diese Minderheitenproblematik in Schweden aufmerksam. Am 18. Februar 2015 fand die feierliche Eröffnungszeremonie in Falun statt, wo Love Last Forever im feierlichen Rahmen dem Weltpublikum präsentiert wurde.
Mit ihrem neuen Song Leave No Trace leisten Mando Diao im Frühjahr 2015 einen Beitrag zum Umweltprojekt Låt Östersjön Leva unter der Schirmherrschaft des World Wide Fund for Nature (WWF) zum Schutz der stark verschmutzten Ostsee und ihrer Bewohner.
Außerdem unterstützten Björn Dixgård und Gustaf Norén, die augenscheinlich ihren Fokus nunmehr auf die Gesamtkunst, nicht mehr nur beschränkt auf Musik, richten, das alljährliche Streetart- und Musikfestival 164 festivalen des KFUM am 30. April 2015 in Stockholm, das sich vor allem an Jugendliche in den Vorstädten richtet.
Am 3. Juni 2015 wurde verlautbart, dass sich Gustaf Norén von Mando Diao getrennt hat.

### 2017: Neustart mit dem neuen AlbumGood Times
Nach einer Phase der Neuorientierung erschien am 12. Mai 2017 das neue Album Good Times, die erste Single Shake wurde am 7. April 2017 veröffentlicht. 2023 wurde Gitarrist Jens Siverstedt durch Håkan Sörle ersetzt, der zuvor bei The Baboon Show gespielt hatte.

## NebenprojektCaligola
Unter dem Namen Caligola besteht schon seit den 1970er Jahren ein Netzwerk verschiedenster Künstler in Stockholm. 2008 traten Björn Dixgård und Gustaf Norén dieser Gruppe bei. Die erste Veröffentlichung des Musikprojekts war die Single Sting of Battle im Dezember 2011, das Album Back to Earth am 8. März 2012. Die im Februar 2012 herausgebrachte zweite Single Forgive Forget erreichte Goldstatus in Deutschland.

## Trivia
Die zwei Brüder des Sängers Gustaf Norén, Victor und Carl Norén, spielten in der Band Sugarplum Fairy. Viktor Norén gründete 2012 die Band Viktor & The Blood, in der Samuel Giers am Schlagzeug sitzt. Außerdem spielt die Schwester Björn Dixgårds, Linnéa Dixgård, in der Band Twinflower Band. Mats Björke ist auch als Produzent der Musikgruppe Caviare Days tätig.
Darüber hinaus sind die Bandmitglieder Anhänger des 1. FC Nürnberg.

## Diskografie
Studioalben

| Jahr | Titel                       | Höchstplatzierung, Gesamtwochen, AuszeichnungChartplatzierungen (Jahr, Titel, Platzierungen, Wochen, Auszeichnungen, Anmerkungen) | Höchstplatzierung, Gesamtwochen, AuszeichnungChartplatzierungen (Jahr, Titel, Platzierungen, Wochen, Auszeichnungen, Anmerkungen) | Höchstplatzierung, Gesamtwochen, AuszeichnungChartplatzierungen (Jahr, Titel, Platzierungen, Wochen, Auszeichnungen, Anmerkungen) | Höchstplatzierung, Gesamtwochen, AuszeichnungChartplatzierungen (Jahr, Titel, Platzierungen, Wochen, Auszeichnungen, Anmerkungen) | Höchstplatzierung, Gesamtwochen, AuszeichnungChartplatzierungen (Jahr, Titel, Platzierungen, Wochen, Auszeichnungen, Anmerkungen) | Anmerkungen                                                  |
| Jahr | Titel                       | DE | AT | CH | UK | SE | Anmerkungen                                                  |
| ---- | --------------------------- | --- | --- | --- | --- | --- | ------------------------------------------------------------ |
| 2002 | Bring ’Em In                | — | — | — | — | SE5 Gold · (15 Wo.)SE | Erstveröffentlichung: Oktober 2002 Verkäufe: + 30.000        |
| 2004 | Hurricane Bar               | DE18 Gold · (32 Wo.)DE | AT25 Gold · (34 Wo.)AT | CH26 (19 Wo.)CH | — | SE6 (13 Wo.)SE | Erstveröffentlichung: 22. September 2004 Verkäufe: + 115.000 |
| 2006 | Ode to Ochrasy              | DE3 Gold · (16 Wo.)DE | AT2 Gold · (16 Wo.)AT | CH5 (9 Wo.)CH | — | SE7 (13 Wo.)SE | Erstveröffentlichung: 25. August 2006 Verkäufe: + 115.000    |
| 2007 | Never Seen the Light of Day | DE9 (6 Wo.)DE | AT10 (10 Wo.)AT | CH10 (3 Wo.)CH | — | SE9 (14 Wo.)SE | Erstveröffentlichung: 22. Oktober 2007                       |
| 2009 | Give Me Fire!               | DE1 Platin · (37 Wo.)DE | AT1 Gold · (25 Wo.)AT | CH1 Platin · (33 Wo.)CH | — | SE2 (26 Wo.)SE | Erstveröffentlichung: 13. Februar 2009 Verkäufe: + 240.000   |
| 2012 | Infruset                    | — | — | CH97 (1 Wo.)CH | — | SE1 ×4Vierfachplatin · (96 Wo.)SE                                                                                                 | Erstveröffentlichung: 2. November 2012 Verkäufe: + 160.000   |
| 2014 | Ælita                       | DE6 (15 Wo.)DE | AT14 (5 Wo.)AT | CH8 (12 Wo.)CH | — | SE1 (18 Wo.)SE | Erstveröffentlichung: 2. Mai 2014                            |
| 2017 | Good Times                  | DE11 (5 Wo.)DE | AT16 (2 Wo.)AT | CH8 (7 Wo.)CH | — | SE10 (2 Wo.)SE | Erstveröffentlichung: 12. Mai 2017                           |
| 2019 | Bang                        | DE17 (1 Wo.)DE | AT26 (2 Wo.)AT | CH50 (1 Wo.)CH | — | SE4 (3 Wo.)SE | Erstveröffentlichung: 18. Oktober 2019                       |
| 2020 | I solnedgången              | — | — | — | — | SE2 Gold · (14 Wo.)SE | Erstveröffentlichung: 12. Juni 2020 Verkäufe: + 15.000       |
| 2023 | Boblikov’s Magical World    | DE91 (1 Wo.)DE | — | — | — | — | Erstveröffentlichung: 28. April 2023                         |

## Auszeichnungen
| Jahr | Auszeichnung | Kategorie                                          | Werk                        | Ergebnis  |
| ---- | ------------ | -------------------------------------------------- | --------------------------- | --------- |
| 2008 | Grammis 2008 | Band des Jahres                                    | Never seen the light of day | Nominiert |
| 2010 | Grammis 2010 | Künstler („Artist“) des Jahres                     | Give me Fire!               | Nominiert |
| 2010 | Grammis 2010 | Lied des Jahres                                    | Dance with somebody         | Gewonnen  |
| 2010 | Grammis 2010 | Rock des Jahres                                    | Give me Fire!               | Nominiert |
| 2013 | Grammis 2013 | Album des Jahres                                   | Infruset                    | Nominiert |
| 2013 | Grammis 2013 | Künstler („Artist“) des Jahres                     |                             | Nominiert |
| 2013 | Grammis 2013 | Volksmusik des Jahres                              | Infruset                    | Gewonnen  |
| 2013 | Grammis 2013 | Komponisten des Jahres                             | Infruset                    | Nominiert |
| 2013 | Grammis 2013 | Produzenten des Jahres (zusammen mit Björn Olsson) |                             | Nominiert |